# Otwarte mistrzostwa Europy par seniorów w brydżu sportowym
Otwarte Mistrzostwa Europy Par Seniorów w brydżu sportowym (European Open Bridge Championships - Senior Par) - zawody par brydżowych w kategorii seniorów, w których startować mogą zawodnicy ze wszystkich krajów (nie tylko europejskich) bez ograniczenia liczby zawodników z jednego kraju.
Otwarte Mistrzostwa Europy Par Seniorów (OME-PS) obecnie wchodzą w skład  Otwartych Mistrzostw Europy.  
Poprzednikiem tych zawodów były Mistrzostwa Europy Par Seniorów (European Senior Pairs Championship), których 7 edycji było zorganizowanych w latach 1989..2001 razem z Mistrzostwami Europy Par Open.
OME-PS odbywających się w latach nieparzystych. W latach parzystych odbywają się Drużynowe Mistrzostwa Europy.  Zawody zostały wpisane do kalendarza EBL od roku 2003 dzięki staraniom ówczesnego Prezydenta EBL Gianarrigo Rona.

## Formuła zawodów
- W Otwartych Mistrzostwach Europy Par Seniorów w brydżu sportowym  może wziąć udział dowolna liczba par;
- Każdy z uczestników zawodów musi w roku odbywania zawodów skończyć 60 lat;
- W parze mogą występować zawodnicy z różnych krajów (nie tylko europejskich);
- Nie ma ograniczenia na liczbę zawodników z jednego kraju;
- Zwycięzcy zawodów otrzymują złoty medal oraz tytuł Mistrza Europy;
- Para, która zdobyła 2 miejsce otrzymuje srebrny medal;
- Para, która zdobyła 3 miejsce otrzymuje brązowy medal.

## Podsumowanie medalowe
Poniższa tabela pokazuje zdobycze medalowe poszczególnych krajów. Uwzględnione są wszystkie zawody - zarówno edycje 1..7 (Mistrzostwa Europy Par Seniorów przed włączeniem do Otwartych Mistrzostw Europy), jak i edycje od numeru 8 (po włączeniu do OME).
Jeśli w parze, która zdobyła medal byli zawodnicy z różnych krajów, to każdemu z krajów zostaje przyznany medal.
Po najechaniu kursorem nad liczbę medali wyświetli się wykaz zawodów (następna tabela), na których te medale zostały zdobyte.
| Otwarte Mistrzostwa Europy. Mistrzostwa Europy. Pary Seniorów. Podsumowanie medalowe (stan na: 29 czerwca 2013, edycje 1..13) | Otwarte Mistrzostwa Europy. Mistrzostwa Europy. Pary Seniorów. Podsumowanie medalowe (stan na: 29 czerwca 2013, edycje 1..13) | Otwarte Mistrzostwa Europy. Mistrzostwa Europy. Pary Seniorów. Podsumowanie medalowe (stan na: 29 czerwca 2013, edycje 1..13) | Otwarte Mistrzostwa Europy. Mistrzostwa Europy. Pary Seniorów. Podsumowanie medalowe (stan na: 29 czerwca 2013, edycje 1..13) | Otwarte Mistrzostwa Europy. Mistrzostwa Europy. Pary Seniorów. Podsumowanie medalowe (stan na: 29 czerwca 2013, edycje 1..13) | Otwarte Mistrzostwa Europy. Mistrzostwa Europy. Pary Seniorów. Podsumowanie medalowe (stan na: 29 czerwca 2013, edycje 1..13) |
| F | Kraj | Złotych | Srebrnych | Brązowych | |
| --- | --- | --- | --- | --- | --- |
| Anglia | Anglia | _00_01_00_Anglia | 1 | | |
| Austria | Austria | _00_00_02_Austria | | 2 | |
| Bułgaria | Bułgaria | _00_00_01_Bułgaria | | 1 | |
| Czechy | Czechy | _00_01_00_Czechy | 1 | | |
| Francja | Francja | 2 | 3 | 2 | |
| Holandia | Holandia | _00_00_01_Holandia | | 1 | |
| Irlandia | Irlandia | 1 | | | |
| Monako | Monako | 1 | | | |
| Niemcy | Niemcy | 1 | 3 | | |
| Norwegia | Norwegia | _00_00_01_Norwegia | | 1 | |
| Polska | Polska | 5 | 4 | 5 | |
| Szwajcaria | Szwajcaria | 1 | 0 | 1 | |
| Szwecja | Szwecja | _00_01_00_Szwecja | 1 | | |
| Włochy | Włochy | 4 | | 1 | |
| Razem | Razem | 15 | 13 | 14 | |

## Wyniki (medalowe) poszczególnych zawodów
Poniższa tabela zawiera medalowe pozycje Mistrzostw Europy Par Seniorów (edycje 1..7) jak i Otwartych Mistrzostw Europy Par Seniorów (edycje od 8).
| Otwarte Mistrzostwa Europy. Pary. Kategoria Seniorów. (stan na: 29 czerwca 2013, edycje 1..13) | Otwarte Mistrzostwa Europy. Pary. Kategoria Seniorów. (stan na: 29 czerwca 2013, edycje 1..13) | Otwarte Mistrzostwa Europy. Pary. Kategoria Seniorów. (stan na: 29 czerwca 2013, edycje 1..13) |
| Lp                                                                                             | M                                                                                              | Zespół i skład                                                                                 |
| ---------------------------------------------------------------------------------------------- | ---------------------------------------------------------------------------------------------- | ---------------------------------------------------------------------------------------------- |
| 13:                                                                                            | 2013, 06-15..29, Ostenda, (Belgia), 37 par                                                     | 2013, 06-15..29, Ostenda, (Belgia), 37 par                                                     |
| 13:                                                                                            | 1                                                                                              | : Nicholas Fitzgibbon - Adam Mesbur                                                            |
| 13:                                                                                            | 2                                                                                              | : Michael Elinescu - Entscho Wladow                                                            |
| 13:                                                                                            | 3                                                                                              | Stephan Cabaj - Włodzimierz Ilnicki                                                            |
| 12:                                                                                            | 2011, 06-17..07-02, Poznań, (Polska), 37 par                                                   | 2011, 06-17..07-02, Poznań, (Polska), 37 par                                                   |
| 12:                                                                                            | 1                                                                                              | : Aleksander Jezioro - Jerzy Russyan                                                           |
| 12:                                                                                            | 2                                                                                              | : Irena Chodorowska - Jan Chodorowski                                                          |
| 12:                                                                                            | 3                                                                                              | : Francois Leenhardt - Patrice Piganeau                                                        |
| 11:                                                                                            | 2009, 06-12..27, San Remo, (Włochy), 74 par                                                    | 2009, 06-12..27, San Remo, (Włochy), 74 par                                                    |
| 11:                                                                                            | 1                                                                                              | Amedeo Comella – Jacek Romański                                                                |
| 11:                                                                                            | 2                                                                                              | : Patrick Grenthe - Philippe Vanhoutte                                                         |
| 11:                                                                                            | 3                                                                                              | : Krzysztof Lasocki - Jerzy Russyan                                                            |
| 10:                                                                                            | 2007, 06-15..30, Antalya, (Turcja), 58 par                                                     | 2007, 06-15..30, Antalya, (Turcja), 58 par                                                     |
| 10:                                                                                            | 1                                                                                              | : Patrick Grenthe - Philippe Vanhoutte                                                         |
| 10:                                                                                            | 2                                                                                              | : Patrice Piganeau - Jean Marie Py                                                             |
| 10:                                                                                            | 3                                                                                              | : Iwan Tanew Bonew - Christo Drumew                                                            |
| 9:                                                                                             | 2003, 06-16..07-02, Arona, (Hiszpania), 62 pary                                                | 2003, 06-16..07-02, Arona, (Hiszpania), 62 pary                                                |
| 9:                                                                                             | 1                                                                                              | : Adriano Abate - Fabrizio Morelli                                                             |
| 9:                                                                                             | 2                                                                                              | : Krzysztof Antas - Tadeusz Kaczanowski                                                        |
| 9:                                                                                             | 3                                                                                              | : Ezio Fornaciari - Carlo Mariani                                                              |
| 8:                                                                                             | 2003, 06-14..28, Mentona, (Francja), 94 par                                                    | 2003, 06-14..28, Mentona, (Francja), 94 par                                                    |
| 8:                                                                                             | 1                                                                                              | : Kazimierz Omernik - Józef Pochroń                                                            |
| 8:                                                                                             | 2                                                                                              | : François Leenhardt - Patrick Sussel                                                          |
| 8:                                                                                             | 3                                                                                              | : Aleksander Jezioro - Jerzy Russyan                                                           |
| 7:                                                                                             | 2001, 03-19..24, Sorento, (Włochy), 83 pary                                                    | 2001, 03-19..24, Sorento, (Włochy), 83 pary                                                    |
| 7:                                                                                             | 1                                                                                              | : Hans Humburg - Göran Mattsson                                                                |
| 7:                                                                                             | 2                                                                                              | : Keith Stanley - Derek Rue                                                                    |
| 7:                                                                                             | 3                                                                                              | : Roald Ramer - Jan Willelm Bomof                                                              |
| 6:                                                                                             | 1999, 03-15..20, Warszawa, (Polska), 97 par                                                    | 1999, 03-15..20, Warszawa, (Polska), 97 par                                                    |
| 6:                                                                                             | 1                                                                                              | : Krzysztof Lasocki - Jerzy Kniga-Leosz                                                        |
| 6:                                                                                             | 2                                                                                              | : Zbigniew Pinkiewicz - Antoni Sękowski                                                        |
| 6:                                                                                             | 3                                                                                              | : Edward Mikołajczyk - Jacek Lewandowski                                                       |
| 5:                                                                                             | 1997, 03-17..22, Haga, (Holandia), 80 par                                                      | 1997, 03-17..22, Haga, (Holandia), 80 par                                                      |
| 5:                                                                                             | 1                                                                                              | : Nadine Cohen - Mari France Renoux                                                            |
| 5:                                                                                             | 2                                                                                              | : Hans Humberg - Göran Mattsson                                                                |
| 5:                                                                                             | 3                                                                                              | : Henning Riise - Leife Salterod                                                               |
| 4:                                                                                             | 1995, 03-21..26, Rzym, (Włochy), 82 pary                                                       | 1995, 03-21..26, Rzym, (Włochy), 82 pary                                                       |
| 4:                                                                                             | 1                                                                                              | : Janusz Cyprian Nowak - Włodzimierz Stobiecki                                                 |
| 4:                                                                                             | 2                                                                                              | : Hans Olof Bahnik - Alvar Picmaus                                                             |
| 4:                                                                                             | 3                                                                                              | : Franz Baratta - Karl Rohan                                                                   |
| 3:                                                                                             | 1993, 03-19..21, Bielefeld, (Niemcy), 84 pary                                                  | 1993, 03-19..21, Bielefeld, (Niemcy), 84 pary                                                  |
| 3:                                                                                             | 1                                                                                              | : Max Saesseli - Gerry Link                                                                    |
| 3:                                                                                             | 2                                                                                              | : Hans Olof Hallen - Alvar Stenberg                                                            |
| 3:                                                                                             | 3                                                                                              | : Janusz Cyprian Nowak - Włodzimierz Tarnowski                                                 |
| 2:                                                                                             | 1991, Montecatini, (Włochy), 51 par                                                            | 1991, Montecatini, (Włochy), 51 par                                                            |
| 2:                                                                                             | 1                                                                                              | Giuseppe Biganzoli - Giacomo Gavino                                                            |
| 2:                                                                                             | 2                                                                                              | : Hans Humburg - Wilhelm Gromoeller                                                            |
| 2:                                                                                             | 3                                                                                              | : Franz Baratta - Karl Rohan                                                                   |
| 1:                                                                                             | 1989, 03-17..19, Salsomaggiore, (Włochy), 70 par                                               | 1989, 03-17..19, Salsomaggiore, (Włochy), 70 par                                               |
| 1:                                                                                             | 1                                                                                              | : Mario Franco - Domenico Bilucaglia                                                           |
| 1:                                                                                             | 2                                                                                              | : Emil Stokłosa – Mieczysław Goczewski                                                         |
| 1:                                                                                             | 3                                                                                              | : Pierre Rinderknech - André Hodeir                                                            |